# Белавинка
Белавинка — река в муниципальном округе Егорьевск Московской области России, правый приток реки Цны.
Протекает по южной окраине Мещёрской низменности в заселённой местности, долина местами заболочена.
Длина — 20 км, площадь водосборного бассейна — 118 км². Равнинного типа. Питание преимущественно снеговое. Белавинка замерзает в ноябре — начале декабря, вскрывается в конце марта — апреле.
Основной приток — река Сухуша. Она впадает в Белавинку в 7,6 км от устья.
Для туристских целей удобнее поросший сосновым лесом левый берег реки.